# Cerkev sv. Nikolaja, Babno Polje
Cerkev svetega Nikolaja je župnijska cerkev Župnije Babno Polje.

## Zgodovina
Podružna cerkev svetega Nikolaja se prvič omenja leta 1526. Takrat je dala kot davek za boj proti Turkom bakren kelih in štiri goldinarje. Ob vizitaciji leta 1581 omenja cerkev škof Bizancij (Ponbennfelt la chiesa di S. Nico). Čeprav so Turki 1528 vas popolnoma požgali, vidimo, da cerkve svetega Nikolaja niso uničili. Če bi jo požgali, je malo verjetno, da bi druge vasi cerkev obnovile, ker je morala vsaka soseska sama skrbeti za svojo cerkev. Po izročilu je cerkev stala izven vasi na vzpetini pri sedanji cesti. Snežniško gospostvo je leta 1606 imelo nad cerkvijo odvetništvo. Valvasor navaja leta 1689 cerkev svetega Nikolaja v Prezidu (zu Pressidt), ker sedanje vasi še ni bilo. Ker cerkev ni imela svoje soseske, jo je leta 1716 župnik Švenk pridružil cerkvi na Babni Polici.
Dekan Nebois leta 1793 v poročilu cerkve svetega Nikolaja ne imenuje: cerkev svetega Nikolaja v Zavodih so namreč podrli in zidali sedanjo v naselju. Dekan Jože Klemenčič je 2. junija 1798 prosil škofijsko pisarno, če lahko posveti na novo obnovljeno cerkev svetega Nikolaja v Babnem Polju. Ker je bila oblast pod cesarjem Jožefom II. naklonjena zapiranju podružnih cerkva, je v prošnji zapisal, da je cerkev na novo obnovljena. V resnici je šlo za povsem novo cerkev, ki so jo zgradili leta 1796. Ordinariat je 19. junija 1798 odgovoril, da bodo tako dovoljenje dali, ko bo dekan predložil potrdilo, da je svetna oblast dovolila, da se cerkev lahko ponovno odpre, in ko bo v cerkvi vse pripravljeno za službo Božjo. Iz odgovora vidimo, kako je bila cerkvena oblast v času jožefinizma ujetnica državne oblasti. Leta 1811 je isti dekan na vprašanja škofijske okrožnice odgovoril, da je bila stara cerkev v Babnem Polju pred leti zaradi velike oddaljenosti od soseske podrta, pred šestnajstimi leti pa sezidana nova, ki sprejme 600 ljudi. Župnik Kajetan Konc je dal cerkev leta 1846 obokati z opeko, prej je imela lesen strop.